# Rajel Auerbaj
Rajel Auerbaj (en Ídish: רחל אויערבאך, pronunciado Rojl Oyerbaj) (Lanivtsi, 18 de diciembre de 1903 – Tel Aviv, 31 de mayo de 1976) fue una periodista, escritora, ensayista, historiadora y activista judeo-polaca superviviente de la Shoá. Prolífica autora en ídish y polaco, fue una de los tres únicos supervivientes del equipo Oyneg shábes [Deleite del Shabat], el grupo liderado por el historiador Emanuel Ringelblum que reunió y organizó los documentos del Archivo Clandestino del Gueto de Varsovia, conocido también como Archivo Ringelblum.  Tras hacer ‘aliyá  a Israel en 1950,  Auerbaj participó en el establecimiento de Yad Vashem, donde dirigió el Departamento de testimonios de supervivientes de la Shoá desde 1954 a 1968. 

## Biografía

### Primeros años
Rajel Eiga Auerbaj nació en 1903 en el shtetl de Lanivtsi, en Podolia (en la actual Ucrania). Hija de Yanina Auerbaj y Mania Kimmelman, tuvo un único hermano, Asher Zelig —que moriría prematuramente en 1935. Siendo aún una niña, la lengua ídish y el rico folclore judío en esta lengua la cautivaron. Así y todo, Auerbaj se formó en instituciones educativas polacas: después de graduarse en el Gimnasio Adam Mickiewicz, una institución femenina privada, en Lviv (Leópolis), comenzó a estudiar Psicología y, más tarde, Filosofía e Historia en la Universidad Jan Kazimierz de la misma ciudad.
En aquellos años, Auerbaj trabó amistad con los escritores judíos Dvora Vogel y Bruno Schulz, militó en círculos sionistas y se dedicó al trabajo y a la escritura periodísticos. Sus primeros artículos aparecieron publicados en 1925 en Chwila, diario judío de Lviv en lengua polaca y de temática cultural y política. Hasta 1930 trabajó como editora y escribió para el diario ídish Der morgn, y también editó la sección literaria del semanal Folk un tsien, del movimiento sionista laborista Po‘aley Tsión (1929-1930).
No obstante, lo más destacado de su actividad en Lviv fue la fundación y edición junto a la poeta Dvora Vogel de la revista de arte y cultura Tsushteyer, de la que aparecieron tres volúmenes entre 1929 y 1931, y cuyo propósito era ser portavoz de la literatura ídish en Galitzia, una región en la que la mayoría de la intelectualidad judía hablaba polaco. Al mismo tiempo, Auerbaj también colaboró y publicó en la revista cultural Ídish.

### Su vida en Varsovia y la relación con Itsik Manger
En 1933 Auerbaj se estableció en Varsovia,  donde se involucró en la vida cultural en ídish y, especialmente, en las actividad del Instituto Científico Judío, YIVO. Escribió crítica literaria y artículos sobre Psicología, Literatura, Teatro, Folclore, Educación, Arte, etc., en ídish. Colaboró en los periódicos Moment, Haynt, Tog, Naye folkstsaytung, Literarishe bleter, Foroys, Shul-vegn; en polaco, escribió para la revista judía Nasz Przegląd  y para los periódicos Nowy Dziennik y Nowe Słowo, dedicando un gran número de sus artículos a figuras de escritoras y mujeres artistas judías y polacas.
Fue en Varsovia donde Rajel Auerbaj conoció al poeta ídish Itsik Manger, quien sería su pareja durante un tiempo. En 1938, cuando Manger fue obligado —como ciudadano extranjero (de Rumanía)— a abandonar Polonia, ella se encargó de guardar sus manuscritos, que más tarde acabaría depositando en el Archivo Ringelblum. Algunos afirman que la preocupación por preservar el legado literario de Manger fue lo que hizo que Auerbaj se quedase en Varsovia. Si no lo hubiera hecho, muchas de sus creaciones se habrían perdido, especialmente sus Jumesh lider.
Pero la actitud de Manger hacia Auerbaj fue, cuanto menos, problemática. Mientras que ella se preocupaba por todo lo que tenía que ver con él y le servía de inspiración,  el poeta a menudo le correspondía con violencia verbal y física. Cuando ella llegó a Londres después de la guerra y se encontró con Manger, éste, que mientras tanto ya había comenzado una nueva relación con otra mujer,  la echó con acritud y desde entonces ya no hubo más contacto entre ellos.

### Gueto de Varsovia
Después de la ocupación de Varsovia por los nazis, Rajel Auerbaj organizó, a iniciativa del Dr. Emanuel Ringelblum —líder del Movimiento de la Organización Clandestina Oyneg shábes—,  un comedor popular en la Sede de la Asociación de Pequeños Comerciantes, que en el gueto se encontraba en el n.º 40 de la calle Leszno, y que funcionó durante unos tres años. Éste formaba parte de las iniciativas de asistencia financiadas al principio por el JOINT y después por los propios habitantes judíos del gueto.
Más tarde, Auerbaj comenzó a involucrarse más en la actividad de la organización clandestina Oyneg shábes,  que se había fijado como meta la documentación de todas las áreas de la vida en el gueto y los acontecimientos dentro de él. Así, Auerbaj llevó un diario en polaco en el que expresó su gran angustia por el destino del Judaísmo en Varsovia y, también a petición de Ringelblum, comenzó a escribir una monografía sobre el hambre que golpeaba a los judíos de Varsovia, Gest a teler esn: monografia fun a folks-kij [Dame un plato de comida: monografía de una cocina popular], un ensayo sobre la sociología del hambre que iba a formar parte de un estudio que el Archivo Ringelblum estaba preparando sobre los primeros años del gueto, Tsvey yor milkhome [Dos años en el gueto] y del que se han conservado algunos bocetos en la primera parte del Archivo. 
Auerbaj no estaba entre las víctimas de la Gran Deportación del verano de 1942, así que en el otoño de ese año reunió extraordinarios testimonios de unos pocos judíos que habían conseguido escapar de Treblinka y regresar a Varsovia. De especial importancia es el de Abraham (Yaakov) Krzepicki, que abarcaba alrededor de cien páginas y que ella misma editó. 

### La resistencia: documentación de los días de laShoá
El 9 de marzo de 1943, Rajel Auerbaj consiguió escapar al "lado ario" de la ciudad y alojarse en casa de unos amigos polacos. Con la ayuda de documentos falsos, su aspecto de "no judía" y su buen dominio de la lengua alemana pudo transitar por la calle y servir como mensajera de los movimientos de resistencia judíos. Los miembros de la clandestinidad con los que estuvo en contacto durante esta época fueron Adolf-Abraham Berman y su esposa Batya. Durante el día, Rajel Auerbaj trabajaba como secretaria y por la noche se dedicaba a su trabajo de documentación. 
Después de la destrucción del gueto de Varsovia y la represión del levantamiento, Auerbaj continuó con la documentación archivística de las experiencias de los judíos y su destrucción. A petición del Comité Nacional Judío, escribió dos ensayos en polaco, uno sobre la gran deportación del verano de 1942, "Hem kar’u lo ha-gerush ha-gadol" ["La llamaron la gran deportación"], y el otro, sobre el asesinato de intelectuales judíos, "Ve-yajad ‘im ha-‘am" ["Junto con el pueblo"]. Estos ensayos estaban destinados a transmitir a los polacos de la resistencia lo que le había sucedido a los judíos de Varsovia. Auerbaj trató de describir los factores socio-psicológicos, particulares y colectivos que influyeron en la comunidad judía en los años del gueto; entre otras cosas, describió una amplia gama de reacciones y comportamientos, desde el autosacrificio en aras de la salvación de la familia o la comunidad, hasta la colaboración con los enemigos. Describió cómo el liderazgo nazi aprovechó el deseo de sobrevivir de los judíos y su optimista ingenuidad para engañarlos y hacerlos subir a los trenes camino de su muerte inmediata en Treblinka, en el verano de 1942; reflexionó amargamente sobre si otro pueblo en una situación tal podría haber reaccionado de manera diferente y haber estado más a la defensiva.
En noviembre de 1943, Auerbaj escribió en ídish, "Yisker" ["Yizkor" Oración conmemorativa por los difuntos], un ensayo de recuerdo de los habitantes del gueto que murieron en el desastre y en el que Auerbaj procuró describir a judíos de estratos y círculos diferentes. 
En 1944, Auerbaj se unió al trabajo del Centralny Komitet Żydów Polskich, CKŻP [Comité Central de Judíos Polacos], establecido en el área de la Polonia liberada, cuyo objetivo era reunir testimonios de supervivientes. 

### Los archivos de Ringelblum
Al acabar la guerra, Rajel Auerbaj junto a Hersh Wasser y su mujer, Bluma, eran los tres únicos supervivientes del grupo Oyneg shábes.
En 1946, al tomar la palabra en un evento público en recuerdo del levantamiento del gueto de Varsovia, Auerbaj pidió a todos que se incorporasen a las búsquedas de los archivos de Ringelblum, que entre 1942 y 1943 habían sido enterrados en secreto por activistas del grupo en tres partes y localizaciones diferentes del gueto. En ese momento, pocos eran los que creían en la importancia de la localización y lectura de dicho material histórico, encontrándose así con una relativa indiferencia. Sin embargo, Auerbaj se obstinó en continuar con la obra de Ringelblum e intentar reunir los archivos y testimonios. Así, aquel mismo año, en el mes de septiembre, en las búsquedas que se estaban llevando a cabo siguiendo las indicaciones de Hersh Wasser, ex-secretario general de la organización Oyneg shábes, se encontró una de las partes del archivo Ringelblum enterrada bajo las ruinas del colegio Borojov, en el n.º 68 de la calle Nowolipki. Ésta guardaba, entre otros, materiales escritos por la propia Auerbaj.
Después de la guerra, Rajel Auerbaj trabajó para el Centralny Komitet Żydów Polskich (CKŻP)  que más tarde se convertiría en el Żydowski Instytut Historyczny (ŻIH); asimismo ayudó en la publicación del testimonio de Leon Weliczker (Leon Wells) sobre el campo de concentración nazi deJanowska y en 1947 recopiló una serie de testimonios sobre el Campo de extermino de Treblinka bajo el título Oyf di felder fun Treblinke. En 1948, en Varsovia, publicó un libro en ídish sobre el levantamiento del gueto, Der idísher oyfshtand: Varshe 1943.
La película-documental Who Will Write Our History (Quién escribirá nuestra historia) (2018) basada en el libro homónimo de Samuel Kassow, describe la historia de Rajel Auerbaj y Emanuel Ringelblum. 

### En Israel
En 1950, Auerbaj hizo ‘aliyá a Israel, donde continuó su actividad de documentación de la Shoá. Allí participó en la fundación de Yad Vashem, en Jerusalén, y del Departamento de recolección de testimonios que la entidad estableció en su ramal de Tel Aviv, y que ella dirigió hasta 1969. Con el paso de los años, fue acrecentándose su desacuerdo con el profesor Ben-Zion Dinur, el primer director de Yad Vashem, quien, en opinión de Auerbaj, valoraba más los testimonios en lengua alemana que aquellos en ídish y apenas daba importancia a continuar la recopilación de testimonios. Asimismo se opuso a la normalización de relaciones entre Israel y Alemania. 
Auerbaj continuó escribiendo en ídish en Israel, principalmente sobre la vida en la Varsovia de antes de la Segunda Guerra Mundial, sobre los días del gueto y, al final, también sobre la vida en Israel. 
En 1967, Auerbaj entró en una polémica pública con Jean-François Steiner a cuenta de su novela de ficción Treblinka con la determinación de luchar contra todo tipo de distorsiones e imprecisiones sobre la descripción de los eventos de la Shoá. 
Rajel Auerbaj falleció el 31 de mayo de 1976 en Tel Aviv, a los 72 años, sin familia, y fue enterrada en el cementerio Kiryat Shaúl.

## Obras
- Oyf di felder fun Treblinke: reportazh [En los campos de Treblinka: reportaje] (en ídish). Varsovia-Lodz-Cracovia: Der tsentraler idishe historishe komisie baym Ts.K. fun poylishe ídn, 1947.
- Der idísher oyfshtand: Varshe 1943 [El levantamiento judío: Varsovia 1943] (en ídish). Varsovia: Tsentral-komitet fun di ídn in Poyln, 1948.
- Undzer jeshvn mitn daytshn folk [La responsabilidad del pueblo alemán con nosotros] (en ídish). Tel Aviv: Hotsa’at ha po‘alim,  5712 [1952].
- In land Yisroel: reportazhn, eseyen, dertseylungen [En la tierra de Israel: reportajes, ensayos, relatos] (en ídish). Tel Aviv: Y. L. Perets, 1964.[5]
- Hagadat ha-lehavót: masejá le-yom ha-shaná shel méred gueto Varsha [La Hagadá en llamas: una máscara para el aniversario de la rebelión del gueto de Varsovia] (en hebreo). Jerusalén: Yad Vashem - Autoridad para el Recuerdo de los Mártires y Héroes del Holocausto, 5765 (2005) (folleto).
- Varshever tsavoes: bagegenishn, aktiviten, goyroles 1933-1943 [Testamentos de Varsovia: encuentros, actividades, destinos 1933-1943] (en ídish). Tel Aviv: Israel Book, 1974.[6]
- Baym letsyn veg: in gueto Varshe un oyf der arisher zayt [Al final del camino: en el gueto y en el lado ario de Varsovia] (en ídish). Tel Aviv: Farlag Yisroel-buj, 1977.[7]

### En traducción hebrea
- Be-jutsot Varsha: 1939-1943 [En las calles de Varsovia: 1939-1943].Traducido del ídish por Mordejai Halamish. Tel Aviv: Am Oved, 1953/54.[8]
- Méred geto Varsha [La rebelión del gueto de Varsovia]. Traducido del ídish por Mordejai Halamish. Tel Aviv: Ha-menorá, 1952/1953.
- Tsava’ot Varsha. Mifgashim, ma‘asim, goralot 1933-1943 [Legados de Varsovia: encuentros, hechos, destinos]. Traducido del ídish por Rivka Gurfine. Tel Aviv: Moreshet (Memorial Mordejái Anielewicz), 1985.

### Traducción
- Moshe Staw, Moje miasteczko: ludzie i zwierzęta (przekład autoryzowany), Lwów: M.H. Rubin, 1933?. Traducción de Rajel Auerbaj del ídish al polaco de la obra de Moshe Stavsky Shtume fraynt: dertseylunguen [Amigos silenciosos: relatos].